# Друга влада Блаже Јовановића
Друга влада Блаже Јовановића је била Влада Народне Републике Црне Горе. Формирана је 2. јануара 1947. и трајала је до 

## Чланови владе
| Функција                                       | Име и презиме    | Детаљи            |
| ---------------------------------------------- | ---------------- | ----------------- |
| Председник владе                               | Блажо Јовановић  |                   |
| Потпредседник владе                            | Божо Љумовић     |                   |
| Председник Планске комисије                    | Радоња Голубовић |                   |
| Министар финансија                             | Гојко Гарчевић   |                   |
| Министар унутрашњих послова                    | Јово Капичић     |                   |
| Министар правосуђа                             | Саво Брковић     | до фебруара 1947. |
| Министар правосуђа                             |                  |                   |
| Министар пољопривреде и шумарства              | Јован Ћетковић   |                   |
| Министар трговине и индустрије                 | Комнен Церовић   |                   |
| Министар грађевина                             | Јефто Шћеновић   | до фебруара 1947. |
| Министар грађевина                             | Саво Брковић     | од фебруара 1947. |
| Министар просвете                              | Нико Павић       | до 1948. године   |
| Министар просвете                              | Радомир Коматина | од 1948. године   |
| Министар народног здравља и осцијалног старања | Мато Петровић    |                   |